# Aiguillat peigne
Centroscyllium nigrum
Espèce
Synonymes
- Centroscyllium ruscosum Gilbert, 1905

Statut de conservation UICN

 DD  : Données insuffisantes
L'Aiguillat peigne (Centroscyllium nigrum) est une espèce de requins de la famille des Etmopteridae, parfois incluse parmi les Dalatiidae.

## Répartition

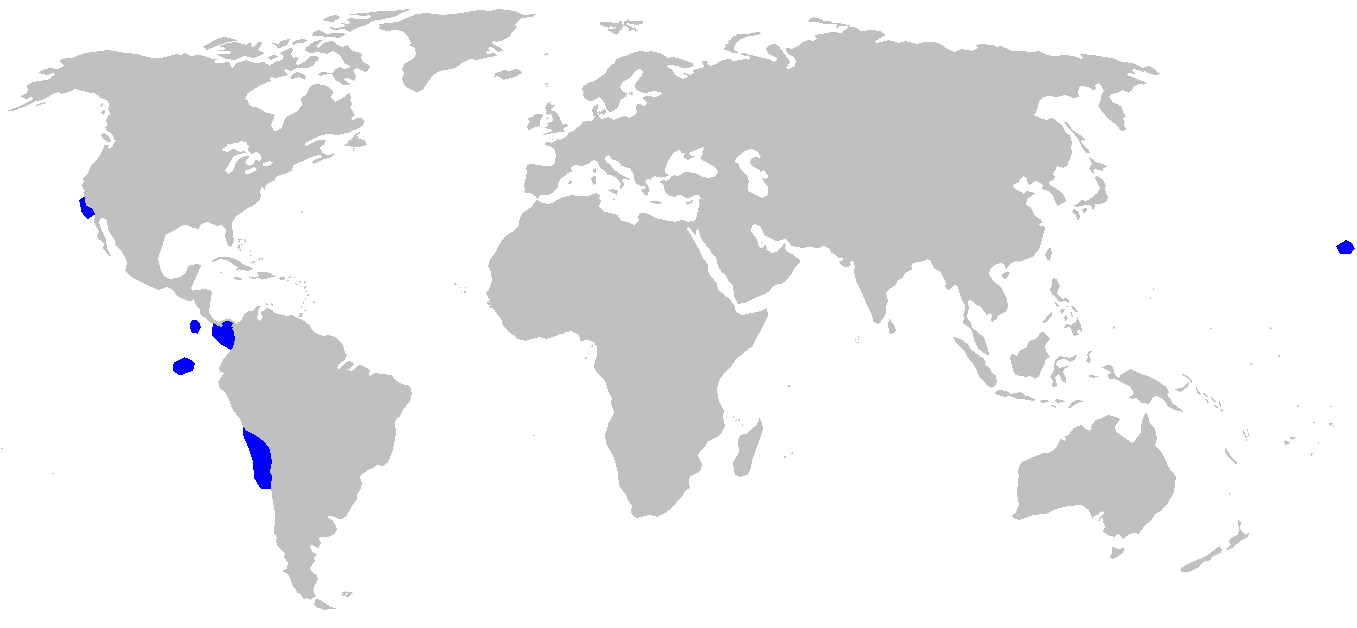
Répartition de l'Aiguillat peigne.

Cette espèce vit dans l'océan Pacifique Est et autour d'Hawaï.